# Periphyllus viridis
Periphyllus viridis är en insektsart. Periphyllus viridis ingår i släktet Periphyllus och familjen långrörsbladlöss.

## Underarter
Arten delas in i följande underarter:
- P. v. viridis
- P. v. osugiensis